# Hundred Year Old Man
Hundred Year Old Man ist eine 2012 in Leeds gegründete Post-Metal-Band.

## Geschichte
Hundred Year Old Man wurde 2012 um das Trio Dan Rochester-Argyle, Tom Wright und Owen Pegg gegründet. Die Musiker agierten über die Jahre ihrer Aktivität zu Auftritten, wie ihrer Europa-Tour im Jahr 2019 sowie zu Aufnahmen mit unterschiedlichen Mitmusikern, die gelegentlich als Teil der sich verstärkt als Kollektiv verstehenden Band benannt wurden. Die Tournee unterstützte den Verkauf des 2018 über Gizeh Records und Wolves and Vibrancy Records veröffentlichten und international beachteten Albums Breaching. Die Gruppe veröffentlichte im Jahr 2020 einen Auftritt dieser Tournee als Live-Aufnahme sowie ein Remix-Album zum Debüt.

## Stil
Die Musik von Hundred Year Old Man wird dem Post-Metal in der musikalischen Tradition von Amenra, Neurosis und Cult of Luna zugerechnet. Die Musik wird als „schleichende, düster-doomige Musikwalze“ beschrieben, die wenige Unterbrechungen „teils auch mit Sprachfetzen-Fieldrecordings“ aufweise.

„In wenigen schlichten, weit ausgedehnten Melodiebögen greift gelegentlich eine sehnsüchtige Traurigkeit um sich, während jedoch über weite Strecken brutale Riffsägen und harsches Geschrei die misanthropische Szenerie prägen.“

## Rezeption
Joachim Hiller lobte Breaching für das Ox-Fanzine als „beeindruckende[s] Albumdebüt“. Für Timon Krause von Powermetal.de etablierte sich Hundred Year Old Man mit Breaching „augenblicklich“ in der „extremen Sparte des Metals“. Weitere Rezensenten lobten das Album als einen „Meilenstein“ und „Musik, die gegen Konventionen und Schubladen“ kämpfe, „hochwertig“, „hypnotisch“ und daher als „ein atemberaubendes Stück Post-Metal“ das „allen Fans des Post-Metal und Sludge (Miss)vergnügen bereiten“ sollte. 

„Hundred Year Old Man are a band that I continuously and fervently recommend to my peers. They are without question one of the brightest stars in an ever-growing system of bands that orbit the post-metal sun.“

„Hundred Year Old Man ist eine Band die ich meinen Freunden ununterbrochen und inbrünstig empfehle. Sie sind ohne Frage einer der hellsten Sterne in einem ständig wachsenden System von Bands, die die Post-Metal-Sonne umkreisen.“

## Diskografie
- 2015: Hundred Year Old Man (EP, Selbstverlag)
- 2016: Black Fire (Single, Selbstverlag)
- 2018: Rei (EP, Gizeh Records, Wolves And Vibrancy Records)
- 2018: Breaching (Album, Gizeh Records, Wolves And Vibrancy Records)
- 2020: Hundred Year Old Man Live at Epic Fest 2019 (Live-Album, Trepanation Recordings)
- 2020: Ascension (Download-Remix-Album, Selbstverlag)
- 2022: Sleep in Light (Album, Consouling Sounds)